# Double Tour
Albums de Francis Cabrel
Hors-saison
(1999) Les Beaux Dégâts
(2004)
Double Tour est un album live de Francis Cabrel regroupant deux tournées : Hors-saison (1999) et Samedi soir sur la Terre (1996).

## Titres
| 1.  | Le monde est sourd           |  |
| 2.  | Comme eux                    |  |
| 3.  | Presque rien                 |  |
| 4.  | Assis sur le rebord du monde |  |
| 5.  | L'encre de tes yeux          |  |
| 6.  | C'est écrit                  |  |
| 7.  | Le reste du temps            |  |
| 8.  | Petite Marie                 |  |
| 9.  | Rien de nouveau              |  |
| 10. | Je te suivrai                |  |

| 1.  | Octobre                              |  |
| 2.  | Hell nep avenue                      |  |
| 3.  | Ma place dans le trafic              |  |
| 4.  | Répondez-moi                         |  |
| 5.  | Tout le monde y pense                |  |
| 6.  | Cent ans de plus                     |  |
| 7.  | Encore et encore                     |  |
| 8.  | Loin devant                          |  |
| 9.  | La corrida                           |  |
| 10. | Hors-saison                          |  |
| 11. | Je t'aimais, je t'aime, je t'aimerai |  |
| 12. | Sarbacane                            |  |
| 13. | Je l'aime à mourir                   |  |
| 14. | La dame de Haute-Savoie              |  |

| 1.  | Question d'équilibre                                                                        |  |
| 2.  | Les vidanges du diable                                                                      |  |
| 3.  | La cabane du pêcheur                                                                        |  |
| 4.  | Rosie                                                                                       |  |
| 5.  | Les chemins de traverse                                                                     |  |
| 6.  | Leila et les chasseurs                                                                      |  |
| 7.  | Comme une madone oubliée (La fille du square)                                               |  |
| 8.  | Les Passantes                                                                               |  |
| 9.  | Animal                                                                                      |  |
| 10. | Les murs de poussière                                                                       |  |
| 11. | Samedi soir sur la Terre                                                                    |  |
| 12. | Carte postale                                                                               |  |
| 13. | Les chevaliers cathares                                                                     |  |
| 14. | Quand j'aime une fois j'aime pour toujours (version studio - reprise de Richard Desjardins) |  |

## Crédits

### Tournée Hors-saison (Disques 1 et 2)
- Guitare : Denys Lable et Michaël Ohayon
- Basse : Bernard Paganotti
- Clavier : Gérard Bikialo
- Batterie : Claude Salmieri
- Accordéon : Jean-Louis Roques
- Percussions : Denis Benarrosh
- Violon : Anne Le Pape
- Chœur : Gaëlle et Marielle Hervé

Enregistré au Zénith de Toulouse du 15 au 17 novembre 1999 et au Forest National de Bruxelles du 30 novembre au 2 décembre 1999.

### Spectacle Samedi soir sur la Terre (Disque 3)
- Batterie : Roger Secco
- Basse : Bernard Paganotti
- Percussions : Denis Benarrosh
- Clavier : Gérard Bikialo
- Guitare : Denys Lable et Francis Cabrel
- Accordéon : Jean-Louis Roques

Enregistré au Théâtre des Champs-Élysées à Paris du 18 au 20 avril 1996.